# کنیسه ملانیسان
کنیسه ملانیسان مربوط به اواخر دوره قاجار است و در اصفهان، محله جوباره، میدان قیام، بازار غاز، نرسیده به چهارراه ماهی فروشان واقع شده و این اثر در تاریخ ۲۰ اردیبهشت ۱۳۸۶ با شمارهٔ ثبت ۱۹۰۳۷ به‌عنوان یکی از آثار ملی ایران به ثبت رسیده است.
«کنیسه ملانیسان»
تاریخچه این بنا در سال ۵۶۷۵ عبری به اتمام رسیده (۸۷سال پیش) و ساخت جایگاه پیشنماز در سال۵۶۸۰ عبری؛ این کنیسه بر خلاف ظاهر خارجی بسیار ساده آن یکی از زیباترین کنیسه‌های اصفهان است. سطح این کنیسه از کف کوچه حدود یک متر پایین‌تر است. عنصر گذار در این بنا یک هشتی کوچک است که به عبادتگاه و حیاط کنیسه راه دارد. گرچه این کنیسه از نظر کلیت شبیه به کنیسه‌های دیگر است اما نحوه پوشش سقف آن و نحوه باربری آن با بقیه موارد متفاوت است.
این کنیسه یکی از زیباترین جایگاه‌های تورات را دارد که تزئینات بسیار فراوانی در آن به چشم می‌خورد. ستونچه‌های تزئینی نیز در جبهه غربی قابل مشاهده‌اند. این بنا پرکاربردترین کنیسه موجود در جوباره از نظر کاربندی گچی است، دارای پلان مستطیل شکل است که با دو طاق و تویزه باریک مقدمات یک کاربندی بر دو تخته در زمینه هشت نگینی را آماده می‌کند. این کاربندی دارای ۴رسمی ۳۲سر سفت در پایه و تخته اول است که در تخته بعدی به یک رسمی بندی ۱۶ می‌انجامد. قسمت نورگیر هم با یک کاربندی ۱۶در زمینه ۸گچی تزئین شده‌است.
این کنیسه دو پنجره بزرگ در جبهه غربی دارد که به صورت متقارن نسبت به جایگاه تورات قرارگرفته‌اند. قسمت بانوان در یک طبقه واقع در ضلع شرقی واقع شده و به نوعی به فضای کنیسه ملحق شده‌است. این قسمت از پنجره‌های موجود در جبهه شرقی خود از حیاط نور می‌گیرد و ارتباط بصری آن با فضای کنیسه به وسیله آجر کاری مشبک بسیار محدود شده‌است. مشابه کنیسه ملایعقوب بنایی کاملاً متقارن و مرکز گراست و تنها عامل جهت دهنده به فضا جایگاه تورات (محور اورشلیم)